# H. Péteri Nikola
H. Péteri Nikola  (Budapest, 1923. január 12. – Debrecen, 2003. május 10.) a Debreceni Csokonai Színház művészeti főtitkára, örökös tagja.

## Élete
Édesapja a soproni Vasárugyár Rt. főosztályvezetője, édesanyja – házasságkötése előtt – nevelőnő volt.
Elemi és középiskolai tanulmányait Sopronban végezte, ahol az Állami Leánygimnáziumban, 1941-ben érettségizett. Ugyanebben az évben, sikeres felvételi vizsga után beiratkozott az Országos Színművészeti Akadémiára.
1943-ban a Nemzeti Színházban vizsgázott, Szophoklész Antigoné című tragédiájának címszerepét alakította. 1944-ben kapta meg színészi oklevelét – többek között – Pécsi Sándor (színművész), Pongrácz Imre (színművész) évfolyamtársaként.
1944-ben férjhez ment  dr. Haraszty Árpád botanikushoz.
Házasságukból három gyermekük született: Éva, Judit, Klára. Az Eötvös Loránd Tudományegyetem magyar szakán 1959-ben tanári diplomát szerzett.

## Munkássága
Színészi pályára készült, de színészként egyetlen színházhoz sem szerződött. 
Hivatali munkásságát 1944-ben kezdte az Országos Irodalmi és Művészeti Tanácsban. 
Adminisztratív feladatokat látott el 1945-től a Vallás- és Közoktatásügyi Minisztériumban, 1949-1953-ig a Múzeumok és Műemlékek Országos Központjában. 
1953-1960-ig az Országos Színháztörténeti Múzeum művészeti főmunkatársaként tevékenykedett. Tudományosan feldolgozta Balog István (színművész), a vándorszínészet megalapítója hagyatékát, mely a múzeum által kiadott Színháztörténeti Füzetek 5. számában (1957.) jelent meg.
1960-ban költözött családjával Debrecenbe. Ebben az évben kötötte össze életét a Debreceni Csokonai Színházzal. Az első évben rendező-asszisztensként, 1961-től művészeti titkárként, később 1990-ig művészeti főtitkárként, nyugdíjba vonulása után, 1995-ig művészeti főtanácsadóként szolgálta a színházat. Munkáját hivatásnak tekintette.
Anyanyelvi szinten beszélt németül, szakmai találkozókon rendszeresen tolmácsolt, német nyelvű színdarabok nyersfordításait végezte. Évekig szerkesztette a színház műsorfüzetét. A Debreceni Tanítóképző Intézetben néhány évig óraadóként színházesztétikát tanított.
"… a Debreceni Csokonai Színházban évtizedeken át ő volt egy személyben a SZÍNHÁZ. Önálló intézmény. Nikola. Ő volt a biztos pont, a folytonosság, igazgatók, rendezők, ilyen-olyan idecsöppentek között az iránytű, a mérce… Nélküle nem történhetett ebben a színházban semmi, 1960 és mondjuk 1994 között. Mindenkit ismert, mindenkinek segített, s őt is ismerte, tisztelte, szerette és becsülte mindenki. Őneki Magyarország minden színházában mindenki ismerősként és barátként borult a nyakába." – jellemezte egykori igazgatója, a Hajdú-Bihari Napló nyugalmazott főszerkesztője, Bényei József.
"…ütköző és villámhárító a direkció és a művészek között. Ugyan, miféle rezgésjelző mutathatná ki, hogy mennyi feszültséget földelt már le innen is és onnan is! Egyensúly-természet… Toronyőrként vigyázta az esti előadások gyötrelmeit és örömét." – értékelte tevékenységét Ablonczy László újságíró, színikritikus.
"… a legendás művészeti titkár − a színház iránt érzett mélységes szerelemmel és a művészek tiszteletével, segítésével évtizedeken keresztül szolgálta Tháliát. Személyiségét mindenki megismerheti, aki belenéz az általa vezetett, ma már muzeális értéknek számító, kézzel írt próbakönyvekbe, amelyek a színházban uralkodó rendről és művészi fegyelemről tanúskodnak." – emlékezett róla Mohos Nagy Éva operaénekes.
"Felsorolhatatlan, hogy Péteri Nikola hány felejthetetlen debreceni prózai és operai siker részese volt a maga ezer szálon futó és egybefonódó szervező munkájával, hány lámpalázzal küzdő színészbe öntött lelket, hány magasfeszültségű konfliktushelyzetet sikerült "áramtalanítania", és hány csüggeteg pillanatot tudott a maga határozott és mégis szeretetteljes lényével felvillanyozni. Mesterfokú művelője volt a szakmájának. Példaképül állítható oda a jelenkor színházcsinálóinak." – méltatta Sas György újságíró.

## Elismerései

Kiváló szakmai tevékenységéért országos, megyei és városi szinten egyaránt több elismerésben részesült:
- Tiszteletére – halála után néhány évig – szeretett színházában színházbérletet neveztek el róla.
- Horváth Árpád-emlékérem (2000)
- Aranydiploma a Színház- és Filmművészeti Főiskolától (1994)
- "Debrecen Kultúrájáért" (1993)
- A Csokonai Színház örökös tagja (1990)
- A Munka Érdemrend ezüst fokozata (1984)
- Bálint Lajos-vándorgyűrű (1980)
- Bessenyei György-díj, a Hajdú-Bihar Megyei Tanács VB-től (1979)
- "Szocialista Kultúráért" (1970)

## Újságcikkek
- Cs. Nagy Ibolya: A hét portréja. A színházi titkár (Hajdú-Bihari Napló, 1976. október 31.)
- Turi Gábor (t.g.): Bessenyei-díjasok – A színházi főtitkár (Hajdú-Bihari Napló, 1979. szeptember 11.)
- Ablonczy László: Péteri Nikola évadjai (Film Színház Muzsika, 1980. december 6.)
- H. Péteri Nikola köszöntése (Hajdú-Bihari Napló, 1984. február 17.)
- Rácz Tibor: Foglalkozása: Művészeti főtitkár (Debreceni Hívogató, 1984. április)
- Töreki Attila: Gratulálunk! (Csokonai Szín-Lap 1994. 2. szám)
- Bényei József: H. Péteri Nikola (Csokonai Szín-Lap 1997/98. 2. szám)
- Molnár Gál Péter: Antigoné kiskosztümben (Népszabadság, 1998. január 12.)
- Rajk András: Péteri Nikola színházi életműve (Magyar Hírlap, 1998. január 12.)
- Bényei József: Hetvenöt szál piros rózsa (Hajdú-Bihari Napló, 1998. január 13.)
- Molnár Gál Péter: Zenthe Ferenc (Duna International Könyvkiadó Kft., Budapest, 2005. 8-9. oldal)
- Sas György: Antigonéból diplomás mindenes (Premier, 2003. márciusi szám)
- Bényei József (B.J.): A színház lelke (Hajdú-Bihari Napló, 2003. január 14.)
- Balogh Tibor: A megsebzett sellő és a szökőkút (Criticai Lapok c. színházi szaklap 2003. július-augusztusi szám
- Balogh Tibor: A mindentudás színészete (2008. június 9.)
- "A színház lelke, nemtője, védangyala"
- Mohos Nagy Éva: A debreceni operatársulat születése és fejlődése (Tréfás Györgynek, az operatársulat örökös tagjának 80. születésnapja alkalmából) Debreceni Szemle, 2012. 1-2. számában

## Könyvek
- A debreceni színészet története (Debrecen Megyei Tanács VB, Debrecen, 1976. Szerkesztette és lektorálta: Katona Ferenc. 203. és 212. oldal)
- Enyedi Sándor: Színészek, színházak, városok. A határon túli magyar színházművészet kislexikona (Balassi Kiadó Budapest, Polis Könyvkiadó, Kolozsvár, 2005., 221. oldal)
- Ablonczy László: Régimódi színháztörténet ÁVH-s iratokkal…(Kairosz Kiadó, 2012. 24-27. oldal)
- Bényei József: Debreceni komédiások (Tóth Könyvkiadó, Debrecen, 2012. 245-248. oldal.)